# IAW (企業)
有限会社アイ・エー・ダブルは、東京都新宿区に本社を置くテレビ番組等の制作プロダクションである。

## 概要
プロデューサー・ディレクター太田慎一によって設立された。主にNHK(日本放送協会)の番組を制作。創立当時から韓国関係の番組を多数制作する。日本の制作会社であるが韓国KBS(韓国放送公社)など韓国の放送番組も制作する。外務省や博物館の映像も手がけている。映像制作以外にコンサートやオペラ、イベント制作も手がけている。
ATP全日本テレビ番組製作社連盟会員社。

## 主な制作番組
- NHK 韓流スター チャンドンゴンと行く世界"夢の本屋"紀行
- NHK “韓国の母”になった日本人　〜朝鮮王朝最後の皇太子妃・李方子
- NHK 平和の使節を"世界の記憶"に〜朝鮮通信使　登録への道〜
- NHK プロジェクトJAPAN　 日本と朝鮮半島2000年　朝鮮通信使
- NHK　ハイビジョンスペシャル　ソウル下町物語
- NHK  K-POP 青春グラフィティ　〜大ブームの仕掛け人たち〜
- NHK 梁石日 人生の狂躁曲〜梁石日が語る父と文学〜
- NHK よみがえる李朝の王宮　復元・景福宮
- NHK 世紀末表現の可能性・金芝河ｖｓ唐十郎
- TBSテレビ 報道特集　親日派の追求
- フジテレビ 長い暗闇の彼方に　金芝河　金敏基
- 韓国KBS(韓国放送公社)　KBSスペシャル　海峡のアリア
- 外務省　韓国国政弘報処　日韓共同制作　日韓映像ソフト

## 主な制作イベント
- 2024年　田月仙40周年記念公演「あの海を越えて」
- 2023年　オペラ「カルメン」
- 2022年　オペラ「トスカ」
- 2021年　オペラ「パリアッチ（道化師）」